# 佐崎一路
佐崎 一路（ささき いちろ）は、福島県出身のライトノベル作家である。

## 概要
MMORPGを遊んでいた時代の思い出をベースに小説『吸血姫は薔薇色の夢をみる』を書き上げ、第2回なろうコン（現: ネット小説大賞）で受賞を果たしている。

## 人物
創作する上で最初に影響を受けた人物として小説家の菊地秀行の名前を挙げている。また、小説では筒井康隆の『旅のラゴス』や、笹本祐一の『妖精作戦』、秋山瑞人の『イリヤの空、UFOの夏』などを挙げている。
高校入学直後から小説家に憧れて小説を書き始め、自主制作映画の撮影・脚本や、短編の執筆などを行ってはいたものの、大学生の時に一度夢を諦めた経験がある。
執筆スタイルとしては、社会人として働く傍ら、帰宅後と休日に執筆を行うという形式を取っている。例として、『リビティウム皇国のブタクサ姫』の執筆時には、平日夜に2時間程度執筆した後、土日に仕上げるという体制を、調子が良い時は平日で1本を書き上げ、土日に更に1本書き上げるという体制を取っていた。

## 書籍化作品一覧
- 『吸血姫は薔薇色の夢をみる』（イラスト: まりも、モーニングスターブックス〈新紀元社〉）[5]
- 『リビティウム皇国のブタクサ姫』（イラスト: まりも、モーニングスターブックス〈新紀元社〉）[6]
- 『王子の取巻きAは悪役令嬢の味方です』（イラスト: 吉田依世、モーニングスターブックス〈新紀元社〉）[7]
- 『あたしメリーさん。いま異世界にいるの……。』（イラスト: 希望つばめ、モーニングスターブックス〈新紀元社〉）[8]